# Oclusiva bilabial sonora
La consonant oclusiva bilabial sonora és un so que es transcriu [b] en l'AFI. Apareix a moltes llengües, si bé de manera menys freqüent que el seu equivalent sord. En determinats idiomes eslaus pot tenir un al·lòfon palatalitzat.

## Característiques
- El seu mode d'articulació és oclusiu perquè hi ha una interrupció total de l'aire quan passa pels llavis.
- És una consonant oral central.
- És sonora perquè es produeix una vibració de les cordes vocals.

## En català
Té caràcter de fonema i està present en paraules com "bandera". Alterna amb l'al·lòfon [β]. Pot estar representat per les lletres B i V, fet que causa alguns problemes a l'ortografia. Quan [b] es produeix per sonorització de [p] pot estar representat de manera excepcional per la lletra P (com a "cap buit").